# 阿斯科利足球俱樂部
阿斯科利足球會（Ascoli Calcio 1898）是一間位於意大利中部馬爾凱區阿斯科利皮切诺市的足球會，於1898年成立，現時在意大利足球乙级联赛作賽。
阿斯科利創會以來一直處於低組別聯賽，2001–02年球季奪得丙組聯賽冠軍，3年後他們以聯賽第五名完成球季，但其後得知聯賽亞軍及季軍-熱那亞及，前者因為被裁定製造賽果而被降到丙組作賽，後者因為財政問題無法升班，結果阿斯科利連同第四名泰列維素創會後首次晉身頂級聯賽之列。

## 球會榮譽
- 意乙冠軍：1977–78, 1985–86
- 意丙冠軍：1971–72, 2001–02, 2014–15
- 米杜柏盃：1987年

## 著名球員
- （Oliver Bierhoff）
- 林·柏拉迪（Liam Brady）
- （Andrea Barzagli）
- （Fabio Quagliarella）

## 外部連結
- 官方網站 （页面存档备份，存于）（意大利文）